# Aougny
Aougny ist eine französische Gemeinde mit 101 Einwohnern (Stand: 1. Januar 2022) im Département Marne in der Region Grand Est (vor 2016 Champagne-Ardenne). Sie gehört zum Arrondissement Reims und zum Kanton Dormans-Paysages de Champagne.

## Geographie
Aougny liegt etwa 28 Kilometer westsüdwestlich von Reims. Im südöstlichen Gemeindegebiet verläuft das Flüsschen Semoigne, im Westen der gleichnamige Bach, der später in seinen Namensvetter einmündet.
Nachbargemeinden von Aougny sind Lagery im Norden, Romigny im Osten und Südosten, Villers-Agron-Aiguizy im Süden sowie Vézilly im Westen.

## Bevölkerungsentwicklung
| Jahr                       | 1962 | 1968 | 1975 | 1982 | 1990 | 1999 | 2006 | 2018 |
| Einwohner                  | 87   | 90   | 73   | 51   | 54   | 56   | 88   | 99   |
| Quellen: Cassini und INSEE |      |      |      |      |      |      |      |      |

## Sehenswürdigkeiten
- Kirche Saint-Remi aus dem 12./13. Jahrhundert, Monument historique seit 1922

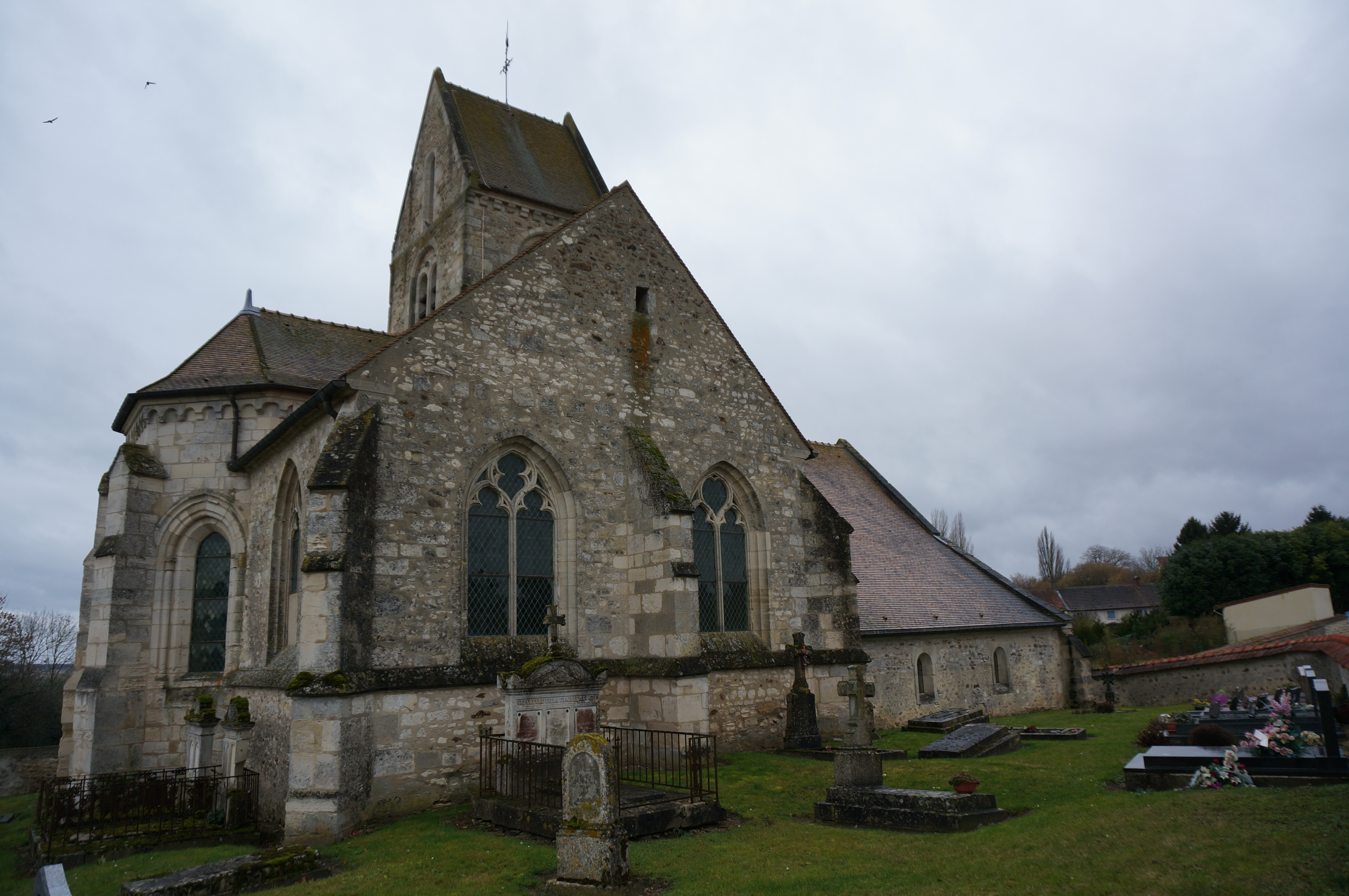
Kirche Saint-Rémi